# Diego Demme
Diego Demme (Herford, 1991. november 21. –) német-olasz labdarúgó, a Hertha BSC középpályása.

## Pályafutása
Pályafutását ifjúsági szinten a SpVg Hidden Hause csapatánál kezdte, majd megfordult a SV Sundern, a SV Enger-Westerenger, a JSG Kirchlengern Stift Quernheim csapatainál is. 2004-ben az Arminia Bielefeld akadémiájára került, ahol egészen 2010-ig végig járta a korosztályos csapatokat. 2010. december 4-én az első csapat játékosaként debütált a SpVgg Greuther Fürth elleni Bundesliga 2 mérkőzésen kezdőként.
A 2010-11-es szezonban Demme beperelte a Bielefeld csapatát a munkaügyi bíróságnál, mert a szerződését meg akarta a klub hosszabbítani, de Demme nem és a csapat azzal az indokkal tette volna azt, hogy egy plusz egyéves opciójuk van. A következő szezon téli átigazolási szünetében az SC Paderborn 07 csapatának játékosa lett. 2014. január 8-án aláírt 2018-ig a 3. Ligában szereplő RB Leipzig csapatához. A szezon végén feljutottak a másodosztályba, itt két szezont követően jutottak a Bundesligába fel. A Lipcse színeiben több mint 100 tétmérkőzésen lépett pályára. 2020 januárjában aláírt az olasz SSC Napoli csapatához. 2024. július 6-án visszatért Németországba és aláírt a Hertha BSC csapatához.

## Válogatott
2017. május 17-én kihirdette keretét Joachim Löw, a német labdarúgó-válogatott szövetségi kapitánya a nyári konföderációs kupára. A 23 fős keretbe Demme is meghívást kapott, még egyszer sem lépett pályára a felnőttek között a nemzeti csapatban. A San Marinó-i labdarúgó-válogatott ellen debütált, de megsérült és kikerült a konföderációs kupára utazó keretből.

## Statisztika
| Klub              | Szezon   | Bajnokság | Bajnokság | Kupa  | Kupa | Nemzetközi | Nemzetközi | Összesen | Összesen |
| Klub              | Szezon   | Mérk.     | Gól       | Mérk. | Gól  | Mérk.      | Gól        | Mérk.    | Gól      |
| ----------------- | -------- | --------- | --------- | ----- | ---- | ---------- | ---------- | -------- | -------- |
| Arminia Bielefeld | 2010-11  | 10        | 0         | 0     | 0    | -          | -          | 10       | 0        |
| Arminia Bielefeld | 2011-12  | 10        | 0         | 1     | 0    | -          | -          | 11       | 0        |
| SC Paderborn 07   | 2011-12  | 12        | 0         | 0     | 0    | -          | -          | 12       | 0        |
| SC Paderborn 07   | 2012-13  | 29        | 0         | 1     | 0    | -          | -          | 30       | 0        |
| SC Paderborn 07   | 2013-14  | 17        | 0         | 2     | 0    | -          | -          | 19       | 0        |
| RB Leipzig        | 2013-14  | 16        | 0         | 0     | 0    | -          | -          | 16       | 0        |
| RB Leipzig        | 2014-15  | 30        | 0         | 3     | 0    | -          | -          | 33       | 0        |
| RB Leipzig        | 2015-16  | 28        | 0         | 0     | 0    | -          | -          | 28       | 0        |
| RB Leipzig        | 2016-17  | 32        | 1         | 1     | 0    | -          | -          | 33       | 1        |
| RB Leipzig        | 2017-18  | 30        | 0         | 1     | 0    | 10         | 0          | 41       | 0        |
| RB Leipzig        | 2018-19  | 26        | 0         | 5     | 0    | 8          | 0          | 39       | 0        |
| RB Leipzig        | 2019-20  | 17        | 0         | 2     | 0    | 5          | 1          | 24       | 1        |
| Összesen          | Összesen | 257       | 1         | 16    | 0    | 23         | 1          | 296      | 2        |